# FAM213A
FAM213A (англ. Family with sequence similarity 213 member A) – білок, який кодується однойменним геном, розташованим у людей на короткому плечі 10-ї хромосоми. Довжина поліпептидного ланцюга білка становить 229 амінокислот, а молекулярна маса — 25 764.
| 10         |  | 20         |  | 30         |  | 40         |  | 50         |
| ---------- |  | ---------- |  | ---------- |  | ---------- |  | ---------- |
| MSFLQDPSFF |  | TMGMWSIGAG |  | ALGAAALALL |  | LANTDVFLSK |  | PQKAALEYLE |
| DIDLKTLEKE |  | PRTFKAKELW |  | EKNGAVIMAV |  | RRPGCFLCRE |  | EAADLSSLKS |
| MLDQLGVPLY |  | AVVKEHIRTE |  | VKDFQPYFKG |  | EIFLDEKKKF |  | YGPQRRKMMF |
| MGFIRLGVWY |  | NFFRAWNGGF |  | SGNLEGEGFI |  | LGGVFVVGSG |  | KQGILLEHRE |
| KEFGDKVNLL |  | SVLEAAKMIK |  | PQTLASEKK  |  |            |  |            |

A: Аланін

C: Цистеїн

D: Аспарагінова кислота

E: Глутамінова кислота

F: Фенілаланін

G: Гліцин

H: Гістидин

I: Ізолейцин

K: Лізин

L: Лейцин

M: Метіонін

N: Аспарагін

P: Пролін

Q: Глутамін

R: Аргінін

S: Серин

T: Треонін

V: Валін

W: Триптофан

Кодований геном білок за функцією належить до антиоксидантів. 
Задіяний у такому біологічному процесі, як альтернативний сплайсинг. 
Локалізований у цитоплазмі.
Також секретований назовні.